# Manoir d'Anjala
Le manoir d'Anjala (en finnois : Anjalan kartano) est un manoir sur les rives du fleuve Kymijoki à proximité des rapides d'Ankkapurha à Anjala dans la municipalité de Kouvola en Finlande.

## Présentation
Le bâtiment principal actuel, de style néo-classique, est construit  à la fin des années 1790 ou au début du XIXe siècle,.
Les dépendances construites dans les années 1840, comme la grange en pierre et le grenier ont été conservés.
Dans le parc du manoir se trouve la Reginaskolan, fondée en 1803 qui est l'une des premières écoles de Finlande.
Du XVIIe siècle à 1837 et à nouveau depuis 2017, le manoir a appartenu à la famille Wrede af Elimä dont c'était le manoir principal.
Le manoir de style néo-classique a été un musée de 1957 à 2010. 
Depuis 2017, le manoir est la propriété de la Fondation culturelle d'Ankkapurha. 
Des visites guidées et des animations sont organisées dans le manoir et son parc. 
L'été, l'ancien grenier du manoir sert de café.
La famille Wrede vit toujours dans l'ancien territoire d'Anjalankoski, principalement dans les manoirs de Muhniemi et de Rabbelugn. 
La chapelle funéraire et le cimetière de la famille Wrede sont situés à Anjala.